# Rijksbeschermd gezicht Enkhuizen
Gezicht Enkhuizen is een van rijkswege beschermd stadsgezicht in Enkhuizen in de Nederlandse provincie Noord-Holland. De procedure voor aanwijzing werd gestart op 15 juni 1982. Het gebied werd op 22 augustus 1984 definitief aangewezen. Het beschermd gezicht beslaat een oppervlakte van 167,7 hectare.
Panden die binnen een beschermd gezicht vallen krijgen niet automatisch de status van beschermd monument. Wel zal de gemeente het bestemmingsplan aanpassen om nieuwe ontwikkelingen in het gebied te reguleren. De gezichtsbescherming richt zich op de stedenbouwkundige en cultuurhistorische waardering van een gebied en wil het toekomstig functioneren daarvan veiligstellen.